# Pedro Bustos
Pedro Bustos (10. listopadu 1927 La Rioja – 13. července 2024 Córdoba) byl argentinský basketbalový hráč a trenér.
V roce 1950 byl členem argentinského reprezentačního mužstva, které v Buenos Aires vyhrálo první ročník mistrovství světa v basketbalu.

## Život a kariéra
Během dospívání hrál fotbal a basketbal. V tomto druhém sportu vynikal, byl rozehrávačem týmu Colegiales z rodného města La Rioja, který soutěžil v roce 1944 na argentinském basketbalovém šampionátu.
V roce 1948 se přestěhoval do města Córdoba, aby na tamější Národní univerzitě studoval práva. Ve stejném roce byl přijat do klubu Asociación Deportiva Atenas, ve kterém se stal pro fanoušky symbolickým hráčem, spolu s Jorgem Martínezem a Alejandrem Romerem tvořili trio přezdívané jako „Los Diamantes Negros“.
Byl členem argentinského basketbalového týmu, který vyhrál mistrovství světa v roce 1950. V následujícím roce 1951 se zúčastnil Panamerických her, kde argentinský tým získal stříbrnou medaili. Jeho poslední reprezentační účastí byl Dortmundský mezinárodní univerzitní sportovní týden 1953, kde získal zlatou medaili.
Na konci roku 1956 ukončil hráčskou kariéru a poté trénoval až do svého odchodu z této činnosti v roce 1982 různé týmy v Córdobě (Atenas, Redes Cordobesas, Noar Sioni, Unión Eléctrica a Ricardo Güiraldes).
V roce 2012 bylo po něm pojmenováno basketbalové hřiště na stadionu Mario Alberto Kempes.